# 미국의 노예제

1789년부터 1861년까지 미국의 영토와 주들이 노예제를 금지하거나 허용했을 때를 보여 주는 애니메이션

미국의 노예제는 주로 아프리카인(아프리카계 미국인)들을 노예화하는 법적 제도로, 독립하기 이전부터 남북 전쟁(1861년 ~ 1865년)이 끝날 때까지 미국에 존재했었다. 노예제는 초기 식민지 시절부터 실행되어 왔으며 1776년 독립 선언이 발표될 당시에는 모든 13개의 식민지에서 합법적이었다.

## 노예해방의 역사
1619년, 버지니아주의 제임스타운에서 흑인 노예 20명이 거래된 이후에 노예에 대한 수요는 급증했다. 당시 담배농사를 주로 지어 생업을 이어가던 영국의 이민자들에게 필요한 노동력이었기 때문이다. 1779년에는 무려 20만 명의 흑인 노예가 팔려오기도 했다.
이민자들이 증가하면서 담배가 과잉생산되자 점차 면화재배가 늘어났다. 그런데 기존의 조면기로는 미국 내륙지역에서 재배되는 단모품종의 씨앗제거가 불가능하여 주로 동남부 해안지역에서 잘 자라는 장모품종을 재배하였다. 산업혁명으로 영국에서 면화 수요가 폭증했지만 생산량이 적은 관계로 수출보다는 북미대륙내 내수용 정도만 충당할 수 밖에 없었다.
그러던 것이 1793년, 새로운 조면기가 일라이 휘트니에 의해 개발되면서 달라졌다. 면화 재배량이 급격히 증가하여 수출도 이루어지면서 흑인 노예에 대한 수요 또한 폭발적으로 증가했다. 미국 남부지방의 노예 수는 1790년에 약 70만 명이었지만, 19세기 전반기에 남부 지역이 면화왕국으로 변하면서 흑인노예수가 급속히 증가하여 1850년에는 320만 명을 기록했다. 노예 가격도 뛰었고 수탈과 인권 말살, 지독한 인종 차별이 발생하였고 노예제가 남부지역에 확고하게 뿌리를 내리게 되었다.
19세기 초에 대서양 노예 무역은 종식되었으나, 미국 남부에는 노예제가 핵심적인 경제 제도로 존속하였다. 19세기 초반에 북부는 노예 해방 법령을 통과시켜 점진적으로 적용하였다. 북부는 상공업이 발달하였고 남부는 농업이 발달하였기 때문에 미국은 독립초기부터 무역관세와 경제 등 많은 면에서 북부와 남부가 갈등을 벌이고 있었다.
1860년 11월에 노예제를 반대하는 에이브러햄 링컨이 미국 대통령에 당선되자, 이에 반발한 남부의 주들이 연방에서 탈퇴하였고 다음해 4월에 남북 전쟁이 일어났다. 링컨 대통령은 전쟁중에 노예 해방 선언을 발표하여 1863년 1월1일부로 남부 연합 내 노예들을 해방시켰다. 북부의 승리로 종전된후 1865년 미국 수정 헌법 제13조에서 전국의 노예 제도를 금지하였다.

## 같이 보기
- 노예제
- 일라이 휘트니
- 조면기
- 에이브러햄 링컨
- 남북전쟁